# 잭 처칠
존 맬컴 소프 플레밍 "잭" 처칠(영어: John Malcom Thorpe Fleming Jack Churchill, 1906년 9월 16일 ~ 1996년 3월 8일)은 영국의 육군 군인으로, 제2차 세계 대전 당시에 프랑스 및 시칠리아, 미얀마 등지에서 많은 활약을 보였던 인물이다. 그의 전쟁터에서의 훌륭한 전공과 더불어 백파이프를 연주하고 작전을 전개하는 등의 기행으로 인해, 미친 잭(영어: Mad Jack)이라는 별명으로 잘 알려졌으며, 그 밖에도 제2차 세계 대전 당시에 장궁과 클레이모어, 수류탄 만으로 무장한 채로 싸우는 등의 특이한 행동으로도 유명했다. 덕분에 그는 기록으로 남은 활로 적을 사살한 유일한 제2차 세계 대전 참전 군인이 되었다.